# Igbo (folk)
Igbo eller ibo (igbo: Ṇ́dị́ Ìgbò) är en av de större etniska grupperna i Afrika, och utgörs av ett tiotal miljoner människor. De flesta igbo bor i sydöstra Nigeria, där de är en av de största etniska grupperna, men samtidigt starkt fragmenterade i olika undergrupper. Igbo finns också i stort antal i Kamerun och Ekvatorialguinea. En mindre del av befolkningen bor i andra afrikanska länder samt i länder utanför Afrika, som följd av invandring och den transatlantiska slavhandeln. Deras exakta antal i Afrika är okänt. Deras språk är igbo (igbo: Ásụ̀sụ́ Ìgbò) som omfattar hundratals olika dialekter och igboidspråk.